# Stichting Jaikreek-Phedra
De Stichting Jaikreek-Phedra is de beheerder van een waterkrachtproject bij Phedra in Brokopondo in Suriname.
De stichting werd in 1981 opgericht met het doel om turbines in de Jaikreek te bouwen om energie op te wekken.  De Jaikreek komt uit in de Tapanahonyrivier. Door de bouw kon de winning van bauxiet in het Bakhuisgebergte plaatsvinden zonder dat de bouw van de Kabalebodam daarvoor nodig was. Een jaar later bleken de gelden ter hoogte van drie miljoen gulden die de Nederlandse overheid in het project had gestoken deels verdwenen te zijn.
Dertig jaar later, in april 2012, voerde de Staatsolie Maatschappij Suriname een onderzoek uit naar de haalbaarheid van de hervatting van het project. Hiervoor werd een weg tussen Pokigron en Jaikreek gerehabiliteerd. President Desi Bouterse trok het project in 2013 in omdat de lokale bevolking het project niet zag zitten. Bij Staatsolie verdwenen de plannen hierna niet geheel van tafel.